# Commissione Giulini

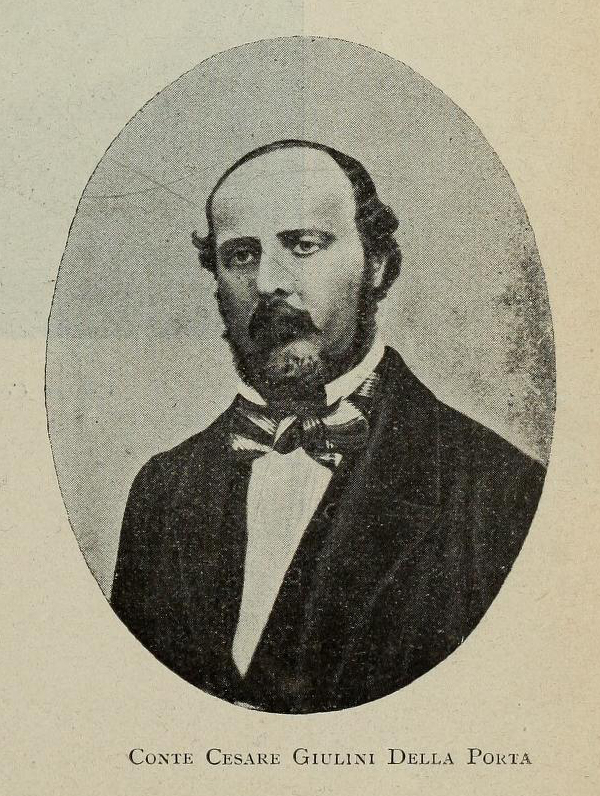
Il Conte Giulini della Porta

La commissione Giulini fu istituita segretamente da Cavour presso il ministero degli esteri in vista della guerra contro l'impero asburgico (seconda guerra di indipendenza), la commissione era composta in gran parte di emigrati lombardi, decisi sostenitori della politica nazionale seguita dal Piemonte. I documenti relativi alla commissione sono stati pubblicati per iniziativa di Gianfranco Miglio a cura di Nicola Raponi nel 1962.

## Storia
La commissione, i cui lavori ebbero luogo a Torino dal 10 al 26 maggio 1859 sotto la presidenza del nobile milanese Cesare Giulini della Porta, aveva il compito di elaborare progetti di legge che sarebbero entrati in vigore in Lombardia nel periodo immediatamente successivo alla guerra. Cavour, che in quegli anni ricopriva la carica di primo ministro, voleva che il governo, nel sancire l'annessione dei nuovi territori al Piemonte di Vittorio Emanuele, mantenesse separati gli ordinamenti amministrativi delle due regioni, lasciando che in Lombardia continuassero a sussistere una parte delle istituzioni austriache esistenti.
Tale, ad esempio, era il caso del sistema comunale basato sul convocato generale degli estimati, l'istituto di democrazia diretta riservata ai proprietari immobiliari che, introdotto dall'imperatrice Maria Teresa nel 1755, era stato elogiato dai più importanti uomini di cultura nella Lombardia di primo Ottocento (fra i quali v'era anche Carlo Cattaneo). I decreti emanati dal governo piemontese nel periodo successivo alla conquista della Lombardia seguirono in effetti gran parte dei progetti della commissione. Le cose non andarono tuttavia come previsto per due ragioni.
In primo luogo perché il governo piemontese decise di estendere le norme - elaborate appositamente per la Lombardia - anche agli altri territori che nel frattempo si erano ribellati ai legittimi sovrani: si trattava degli ex ducati di Parma e di Modena. Anziché convocare a Torino una commissione composta di parmensi e modenesi sul modello di quella lombarda presieduta dal Giulini, il governo piemontese, con il decreto 15 giugno 1859, preferì estendere la riforma lombarda agli ex ducati, con l'effetto devastante di cancellare d'un tratto gli ordinamenti esistenti in quelle regioni.
Ma v'è un altro motivo che spiega per quale ragione vennero alterati i piani originari della commissione: la riforma, che era stata attuata parzialmente in Lombardia con il regio decreto 8 giugno 1859, rimase in vigore per soli sei mesi: difatti il governo Rattazzi-La Marmora succeduto a quello di Cavour emanò i decreti regi del 23 ottobre 1859 (decreto Rattazzi) e, con un vero e proprio atto d'imperio, estese le leggi amministrative piemontesi a tutti i territori conquistati da Vittorio Emanuele. In Lombardia i decreti 23 ottobre entrarono in vigore nel gennaio 1860 e destarono un profondo malcontento. Era la fine improvvisa di una politica di decentramento amministrativo - spinta al limite del federalismo - con cui Cavour aveva voluto gestire il processo di unificazione. A prenderne il posto fu il piemontesismo: l'estensione di leggi e istituti piemontesi alle altre regioni italiane che provenivano da esperienze politico costituzionali completamente diverse. Nel giro di appena due anni (1860-1861), l'ordinamento piemontese venne esteso a tutte le regioni italiane.